# Gerichtsbezirk Aspang
Der Gerichtsbezirk Aspang war ein dem Bezirksgericht Aspang unterstehender Gerichtsbezirk im politischen Bezirk Neunkirchen (Bundesland Niederösterreich). Per 1. Juli 2002 wurde das Bezirksgericht aufgelöst und das Gebiet des Gerichtsbezirkes dem Gerichtsbezirke Neunkirchen zugeschlagen.

## Geschichte
Der Gerichtsbezirk Aspang wurde gemeinsam mit den übrigen Gerichtsbezirken in Niederösterreich durch ein Dekret des niederösterreichischen Landeschefs vom 7. Juli 1849 geschaffen.
In den 1860er Jahren bestand der Gerichtsbezirk aus den neun Ortsgemeinden Aspang-Amt, Aspang-Markt, Edlitz, Feistritz, Grimmenstein, Kirchberg am Wechsel, Molzegg, Thomasberg und Zöbern. Im Gerichtsbezirk lebten 1869 11.236 Einwohner.
Der Gerichtsbezirk bildete im Zuge der Trennung der politischen von der judikativen Verwaltung
ab 1868 gemeinsam mit den Gerichtsbezirken Neunkirchen, Gloggnitz und Kirchschlag den Bezirk Neunkirchen.
Im Zuge der Schaffung des Bezirks Mödling (aus Teilen des Bezirks Wiener Neustadt) wurde der Gerichtsbezirk Aspang jedoch per 1. Jänner 1897 aus dem Bezirk Neunkirchen herausgelöst und dem Bezirk Wiener Neustadt zugeschlagen.
Im Jahr 1900 umfasste der Gerichtsbezirk Aspang noch neun Gemeinden und wies eine Größe von 261,50 km² auf. Auf dem Gebiet lebten 11.298 Menschen, die zu 99,5 % Katholiken waren. Hinzu kamen wenige Protestanten und Juden.
Bis 1910 stieg die Anzahl der Einwohner auf 13.388 Menschen.
Durch die Ende 1922 beschlossene Abspaltung der neuen Gemeinden Mönichkirchen und St. Peter am Neuwalde von der Gemeinde Aspang Amt sowie der Ende 1923 beschlossenen Abspaltung von Sankt Corona am Wechsel von Feistritz entstanden im Gerichtsbezirk Aspang in den 1920er Jahren weitere Gemeinden.
Insgesamt lebten im Gerichtsbezirk 1923 13.395 Menschen auf 263,92 km², wobei 1924 ein Teil der Ortschaft Krumbach Amt vom Gerichtsbezirk Kirchschlag an den Gerichtsbezirk Aspang gekommen war.

## Gerichtssprengel
Der Gerichtsbezirk wies Mitte der 1990er Jahre zwölf Gemeinden auf, vor der Auflösung umfasste er die zehn Gemeinden Aspang-Markt, Aspangberg-St. Peter, Edlitz, Feistritz am Wechsel, Grimmenstein, Kirchberg am Wechsel, Mönichkirchen, St. Corona am Wechsel, Thomasberg und Zöbern.